# Барасси, Отторино
Отторино Барасси (итал. Ottorino Barassi; 5 октября 1898 — 24 ноября 1971) — итальянский спортивный функционер.

## Биография
Отторино Барасси родился 5 октября 1898 года в Италии. В молодости был футболистом, выступал на уровне любителей, впоследствии работал футбольным судьёй. В 1925 году Барасси начал карьеру спортивного функционера. Он участвовал в организации чемпионата мира по футболу 1934 года, который проходил в Италии. Из-за Второй мировой войны проведение чемпионатов мира было приостановлено. После победы сборной Италии на ЧМ-1938 главный трофей турнира, Кубок Жюля Риме, остался в Италии. Чтобы обезопасить этот приз от нацистов Барасси тайно забрал его в свой дом, где хранил трофей под кроватью в обувной коробке. В 1946 году, после окончания войны, Барасси был назначен президентом Итальянской футбольной федерации, на этой должности он оставался до 1958 года. В 1952 году Барасси был назначен членом Исполнительного комитета ФИФА, он оставался им вплоть до своей смерти в 1971 году. В начале 1950-х годов Барасси выступил одним из инициаторов основания УЕФА. В честь Отторино Барасси был назван любительский турнир, который проводился с 1968 по 1976 год между любительскими клубами Италии и Англии. В 2011 году Барасси был посмертно внесён в Зал славы итальянского футбола.